# Noctourniquet
Noctorniquet – szósty i zarazem ostatni album studyjny progresywnej grupy rockowej The Mars Volta,
wydany 26 marca 2012. 
Płyta została wyprodukowana przez gitarzystę Omara Rodrígueza-Lópeza. To pierwsze wydawnictwo zespołu, na którym zagrał perkusista Deantoni Parks, i pierwsze na którym nie pojawili się klawiszowiec Isaiah Ikey Owens oraz gitarzysta John Frusciante. Muzycy przyznali, że przy nagrywaniu albumu zainspirowali się serią Ojciec Chrzestny, postacią z komiksów Salomonem Grundym i greckim mitem o Hiacyncie.
Noctourniquet jest albumem koncepcyjnym. Wokalista Cedric Bixler-Zavala: "Istnieje pogląd, że bycie artystą jest nieosiągalne, jest szczególnym stylem życia. Spróbowałem napisać historię, która przypomni ludziom, że wszyscy jesteśmy artystami."

## Lista utworów
| Nr  | Tytuł utworu                           | Długość |
| --- | -------------------------------------- | ------- |
| 1.  | „The Whip Hand”                        | 4:49    |
| 2.  | „Aegis”                                | 5:11    |
| 3.  | „Dyslexicon”                           | 4:22    |
| 4.  | „Empty Vessels Make the Loudest Sound” | 6:43    |
| 5.  | „The Malkin Jewel”                     | 4:44    |
| 6.  | „Lapochka”                             | 4:16    |
| 7.  | „In Absentia”                          | 7:26    |
| 8.  | „Imago”                                | 3:58    |
| 9.  | „Molochwalker”                         | 3:33    |
| 10. | „Trinkets Pale of Moon”                | 4:25    |
| 11. | „Vedamalady”                           | 3:54    |
| 12. | „Noctourniquet”                        | 5:39    |
| 13. | „Zed and Two Naughts”                  | 5:36    |
|     |                                        | 1:04:36 |

## Skład nagrywający

### The Mars Volta
- Omar Rodríguez-López – gitara, keyboard, syntezatory
- Cedric Bixler-Zavala – wokal, słowa
- Juan Alderete – gitara basowa
- Deantoni Parks – perkusja
- Marcel Rodríguez-López (wymieniony, jednak nie zagrał na albumie)

### Personel
- Lars Stalfors – inżynier, miksowanie
- Isaiah Abolin – inżynier
- Heba Kadry – mastering